# Pável Pardo
Pável Pardo Segura (26 de julio de 1976 en Guadalajara, Jalisco) es un exfutbolista mexicano se desempeñó como mediocampista.

## Trayectoria
Inicios
Inició su carrera profesional en el Atlas de Guadalajara debutando el 3 de octubre de 1993 contra los Correcaminos de la UAT, donde adquiere el apodo de «El Bebé»; es considerado uno de los mejores jugadores emergidos de la cantera del Atlas. Para el torneo Invierno 1998 es transferido a los Tecos de la UAG desempeñándose un año con buen nivel calificando a liguilla aunque no trascendió con su equipo, en el torneo de Invierno 1999 es adquirido por el Club América, donde se vuelve titular indiscutible, logrando los títulos de Verano 2002 y Clausura 2005 donde fue titular, en total participó en 19 torneos, anotando 27 goles en 310 partidos.
Salto a Europa
En el 2006, después de su actuación en la Copa Mundial de Fútbol 2006, es transferido al club alemán VfB Stuttgart por una cantidad que se especula en un millón de euros.
Pardo se caracteriza por tener la menor cuota de pases fallados, su fuerte tiro de media distancia y su fuerza en combates individuales. Es el primer mexicano en anotar un gol en la Bundesliga de Alemania, lo cual ocurrió en la cuarta jornada en partido contra el Werder Bremen, el 16 de septiembre de 2006. Su primer gol en la UEFA Champions League lo anotó contra el Glasgow Rangers el de 27 de noviembre de 2007. A nivel de club ha participado en más de 430 juegos y tiene más de 34 goles en su cuenta. Pardo jugó en la posición de mediocampista defensivo con el VfB, donde sus compañeros le tienen los apodos de "El Jefe" o "El Comandante" por su papel de líder en el terreno de juego. Para el Clausura 2009, volvió al Club América. Luego de dos temporadas y media con el América, decidió emigrar a la MLS para jugar con Chicago Fire, traspaso que se dio a conocer el 26 de julio de 2011. El 19 de enero de 2013, afirma su retiro de las canchas para poder dedicarse a su familia.

## Selección nacional

### Categorías menores
Sub-23
Participó inicialmente con la selección olímpica en los Juegos Olímpicos de Atlanta 1996 equipo que se recuerda por ganarle a Italia con gol de Francisco Palencia.

### Absoluta
El entonces director técnico Bora Milutinovic lo estrenó oficialmente con la selección mayor el 31 de agosto de 1996 en el partido Francia 2-0 México. A partir de entonces fue convocado a muchos partidos de la selección nacional y torneos internacionales que disputó como la Copa Mundial de Fútbol de 1998, Copa América de 1999, Copa FIFA Confederaciones 1999 y 2001.
Entre 2000 y 2001 participó en partidos de la eliminatoria mundialista rumbo al mundial de Corea-Japón 2002 siendo convocado por el entonces técnico Enrique Meza, sin embargo al pasar la selección por una de sus peores crisis futbolísticas que estuvo a punto de dejarla sin posibilidades de calificar no fue convocado para el resto de la eliminatoria que dirigió el nuevo director técnico Javier Aguirre (que al final logró clasificar al equipo) ni para la Copa Mundial de Fútbol de 2002.
Posteriormente regresó a la selección nacional siendo convocado esta vez por Ricardo La Volpe disputando torneos como la Copa de Oro de la CONCACAF 2003, Copa FIFA Confederaciones 2005 y Alemania 2006 jugando nuevamente una justa mundialísta y siendo uno de los titulares en esta copa del mundo.  
En 2007 participó en la Copa de Oro de la CONCACAF 2007 donde México quedó en segundo lugar. Al igual que su compañero de equipo del VfB Stuttgart, Ricardo Osorio, Pardo también fue objeto de críticas en su contra tras darse a conocer la noticia de que no iba a participar con el equipo mexicano dentro del certamen de la Copa América 2007 a dos días de jugar la final contra Estados Unidos. Antes de este hecho, Pardo anotó el gol solitario de la victoria contra la escuadra de Guadalupe en la semifinal de la Copa Oro. El mediocampista militante de la Bundesliga alegó el cansancio físico y mental (los mismos motivos que Osorio) para justificar su ausencia en el torneo continental. Su castigo se hizo efectivo cuando el entonces técnico de la selección Hugo Sánchez ya no lo convocó para el resto de los partidos del 2007 al término de la Copa América. 
En el 2008, el Pentapichichi lo llama para enfrentar a los Estados Unidos y a Ghana. Contra los africanos, Pardo anotó el gol del triunfo por la vía del penal, llevando a México a la victoria por marcador de 2-1. Desde el partido contra Argentina durante el interinato de Jesús Ramírez hasta la llegada de Sven Goran Eriksson como entrenador del tricolor, Pardo se mantuvo constante en sus convocatorias, sin embargo al ser elegido Javier Aguirre por segunda ocasión como director técnico del equipo no fue considerado nuevamente para la Copa Mundial de Sudáfrica 2010.
Tiene más de 130 juegos internacionales. Fue uno de los mejores jugadores que existieron en el fútbol mexicano y en la selección nacional mexicana.

## Estadísticas

### Clubes
| Atlas F.C. · México |               |               |     |    |    |    |    |     |       |       |      |
| 1.ª | 1993-94       | 28            | 0   | -  | -  | -  | -  | 28  | 0     | 0.00  |      |
| 1.ª | 1994-95       | 29            | 2   | 1  | 0  | -  | -  | 30  | 2     | 0.06  |      |
| 1.ª | 1995-96       | 35            | 1   | 5  | 0  | -  | -  | 40  | 1     | 0.025 |      |
| 1.ª | 1996-97       | 30            | 0   | 6  | 0  | -  | -  | 36  | 0     | 0.00  |      |
| 1.ª | 1997-98       | 32            | 4   | -  | -  | -  | -  | 32  | 4     | 0.125 |      |
| Total club | Total club    | 154           | 7   | 12 | 0  | -  | -  | 166 | 7     | 0.04  |      |
| Tecos U.A.G. · México |               |               |     |    |    |    |    |     |       |       |      |
| 1.ª | 1998-99       | 34            | 5   | -  | -  | -  | -  | 34  | 5     | 0.14  |      |
| Total club | Total club    | 34            | 5   | -  | -  | -  | -  | 34  | 5     | 0.14  |      |
| C. América · México |               |               |     |    |    |    |    |     |       |       |      |
| 1.ª |               |               |     |    |    |    |    |     |       |       |      |
| 1999-00 | 36            | 7             | 3   | 0  | 16 | 2  | 55 | 9   | 0.16  |       |      |
| 2000-01 | 35            | 0             | 3   | 0  | -  | -  | 38 | 0   | 0.00  |       |      |
| 2001-02 | 37            | 1             | 4   | 0  | 16 | 0  | 57 | 1   | 0.018 |       |      |
| 2002-03 | 36            | 5             | -   | -  | 3  | 1  | 38 | 6   | 0.16  |       |      |
| 2003-04 | 35            | 4             | 4   | 0  | 8  | 2  | 47 | 6   | 0.13  |       |      |
| 2004-05 | 36            | 2             | 3   | 0  | 4  | 0  | 44 | 2   | 0.04  |       |      |
| 2005-06 | 29            | 3             | -   | -  | 2  | 0  | 31 | 3   | 0.09  |       |      |
| 2009 | 16            | 1             | -   | -  | -  | -  | 16 | 1   | 0.06  |       |      |
| 2009-10 | 37            | 2             | 4   | 0  | -  | -  | 41 | 2   | 0.05  |       |      |
| 2010-11 | 33            | 0             | -   | -  | 6  | 0  | 39 | 0   | 0.00  |       |      |
| Total club | Total club    | 330           | 25  | 24 | 0  | 55 | 5  | 409 | 30    | 0.07  |      |
| VfB Stuttgart · Alemania |               |               |     |    |    |    |    |     |       |       |      |
| 1.ª | 2006-07       | 33            | 1   | 6  | 1  | -  | -  | 39  | 2     | 0.05  |      |
| 1.ª | 2007-08       | 29            | 2   | 3  | 0  | 4  | 1  | 36  | 3     | 0.08  |      |
| 1.ª | 2008          | 9             | 1   | 1  | 0  | 8  | 0  | 18  | 1     | 0.05  |      |
| Total club | Total club    | 71            | 4   | 9  | 1  | 12 | 1  | 93  | 6     | 0.07  |      |
| Chicago Fire Estados Unidos |               |               |     |    |    |    |    |     |       |       |      |
| 1.ª | 2011          | 13            | 1   | 1  | 0  | -  | -  | 14  | 1     | 0.07  |      |
| 1.ª | 2012          | 28            | 1   | -  | -  | -  | -  | 28  | 1     | 0.04  |      |
| Total club | Total club    | 41            | 2   | 1  | 0  | -  | -  | 42  | 2     | 0.05  |      |
| Total carrera | Total carrera | Total carrera | 630 | 43 | 46 | 1  | 67 | 6   | 743   | 50    | 0.07 |
| (1)Incluye datos de la Copa México, Pre Pre Libertadores (1998, 1999, 2000 y 2001), InterLiga (2004, 2005 y 2010), Copa de Alemania y U.S. Open Cup. (2)Incluye datos de la Copa de Campeones de la Concacaf (2003 y 2006), Copa de Gigantes de la Concacaf (2001), Pre Libertadores (2000 y 2002), Copa Libertadores (2000, 2002, 2004 y 2011), Copa Sudamericana (2005), Liga de Campeones de la UEFA (2007-08 y 2008-09). |               |               |     |    |    |    |    |     |       |       |      |

## Palmarés

### Campeonatos Nacionales
| Título               | Club          | País     | Año  |
| -------------------- | ------------- | -------- | ---- |
| Primera División     | América       | México   | 2002 |
| Primera División     | América       | México   | 2005 |
| Campeón de Campeones | América       | México   | 2005 |
| 1. Bundesliga        | VfB Stuttgart | Alemania | 2007 |

### Torneos internacionales
| Título                          | Club               | País                    | Año  |
| ------------------------------- | ------------------ | ----------------------- | ---- |
| Copa Oro CONCACAF               | Selección Mexicana | Estados Unidos          | 1998 |
| Copa FIFA Confederaciones       | Selección Mexicana | México                  | 1999 |
| Copa de Gigantes de la Concacaf | América            | Estados Unidos          | 2001 |
| Copa Oro CONCACAF               | Selección Mexicana | Estados Unidos y México | 2003 |
| Copa de Campeones CONCACAF      | América            | México                  | 2006 |
| Copa Intertoto de la UEFA       | VfB Stuttgart      | Alemania                | 2008 |

### Distinciones individuales
| Distinción                                           | Año           |
| ---------------------------------------------------- | ------------- |
| Mejor Defensa Lateral de la Liga MX                  | 1997          |
| Mejor Defensa Lateral de la Liga MX                  | 1996/97       |
| Mejor Medio Defensivo de la Liga MX                  | Clausura 2003 |
| Nominado en el Equipo Ideal de América               | 2003          |
| Equipo Ideal de la Copa América                      | 2004          |
| Mejor Medio Defensivo de la Liga MX                  | 2004/05       |
| Mejor Medio Defensivo de la Liga MX                  | Apertura 2005 |
| Clasificación de Kicker Sports (Clase Nacional)      | 2006          |
| Reconocimiento Especial de la Liga MX                | 2007          |
| Equipo Ideal de la Copa Oro                          | 2007          |
| Clasificación de Kicker Sports (Clase Internacional) | 2007          |
| Premio Siervo de la Nación                           | 2015          |
| Centrocampista Histórico del Club América            | 2016          |
| Bundesliga Legends                                   | 2017          |
| Salón de la Fama del Fútbol Mexicano                 | 2019          |